# Lac Chilwa
 (janvier 2016).
Si vous disposez d'ouvrages ou d'articles de référence ou si vous connaissez des sites web de qualité traitant du thème abordé ici, merci de compléter l'article en donnant les références utiles à sa vérifiabilité et en les liant à la section « Notes et références ».
Le lac Chilwa est le deuxième plus grand lac du Malawi après le lac Malawi. Il est entouré d'un biotope appelé Prairies inondables zambéziennes.
Le lac Chilwa est reconnu au titre de site Ramsar depuis le 14 novembre 1996 et au titre de réserve de biosphère depuis 2006.

## Géographie

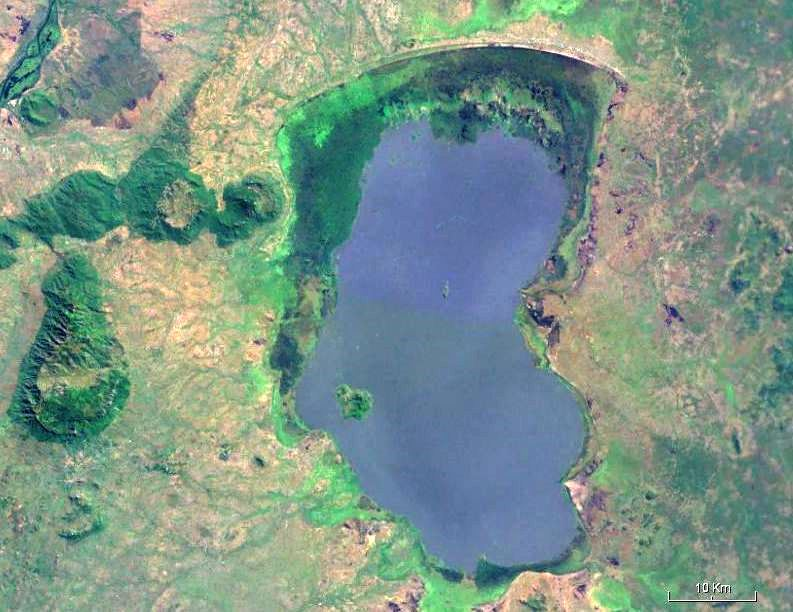
photo satellite par la NASA.
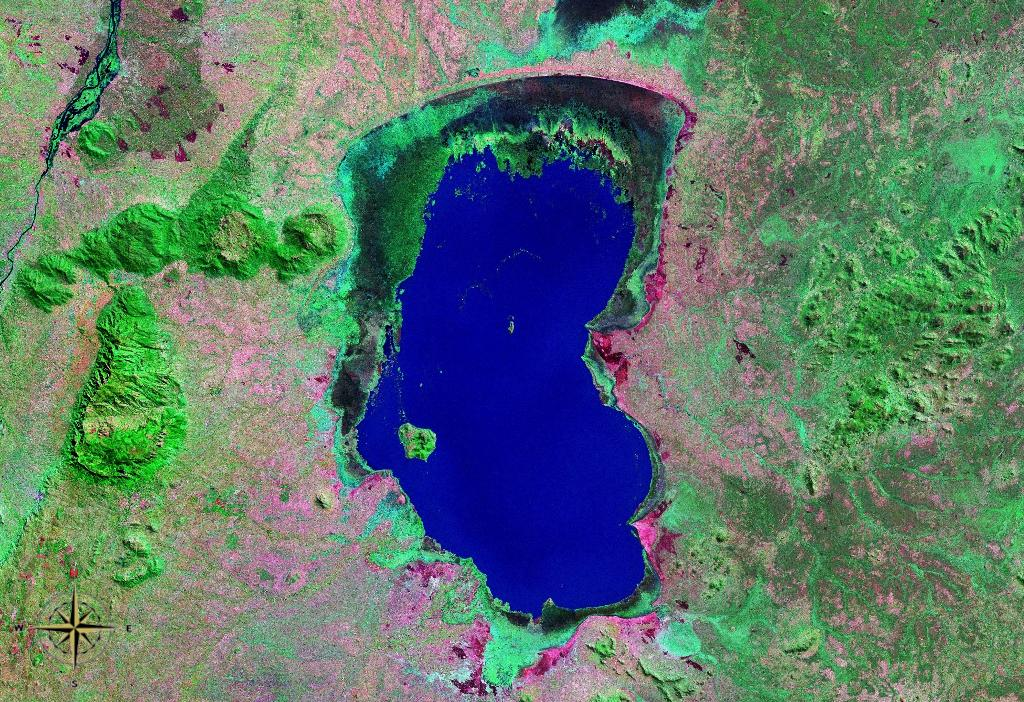
photo satellite par la NASA.